# ザルツコッテン
ザルツコッテン (ドイツ語: Salzkotten,  [zalt‿sˈkɔt̩n]) は、ドイツ連邦共和国ノルトライン＝ヴェストファーレン州北東部にあたるデトモルト行政管区（地理上の概念であるオストヴェストファーレン＝リッペ地方と同一地域）南部のパーダーボルン郡に属す市である。地理的および文化的にはビューレナー・ラント（ビューレン地方）に属す。かつてはザルツコッテン製塩所がこの街にあった。工業化以前のオストヴェストファーレンでは田舎の建物を「コッテン」と称していた。それは居住目的にも農業生産目的にも用いられず、その他の製品を製造・加工するために用いられた。たとえば、現在の市名の由来となった製塩業もこのコッテンで行われていた。

## 地理

### 位置
ザルツコッテンは、北西および北のリッペ低地から、東のヘルヴェークラウムを経由して南東はパーダーボルン高地のアルメタール東部に至り、ヴェストファーレン盆地の南東角に当たる。

### 地質学

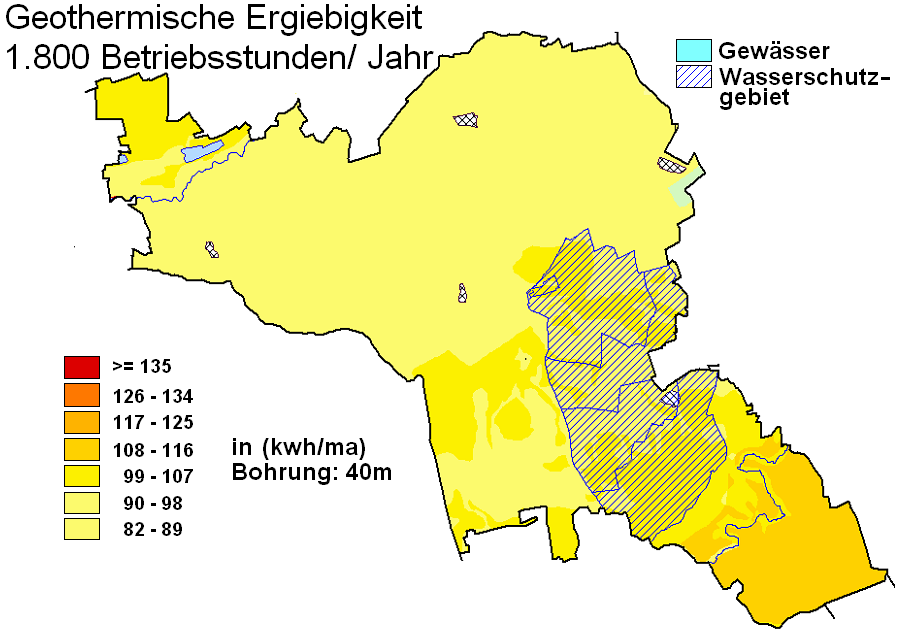
ザルツコッテンの地熱分布図

ザルツコッテンの地盤には氷期の堆積物が広がっている。20万年以上前には氷床が現在の市域を覆っていた。砂、シルト、粘土からなるグランドモレーンが遺されているが、大きな漂礫もある。ヘーダー川沿いに、主に石灰石の砂利からなるプレーナーショッターが見られる。1万年以上前の氷期の終わり頃、風によって運ばれた黄土や砂の層によって覆われた。本市の地質学的な名所がマルクト広場のキュトフェルゼンである。これは地質学的には比較的新しい石灰沈積物の構造体である。氷期の堆積物の下には中生代白亜紀後期の石灰岩・泥灰岩がある。この地層はザルツコッテン南部では地表近くにまで及んでいる。さらに深い層は古生代の粘土岩や砂岩で構成されている。
ザルツコッテンの町域は、地熱ゾンデによる地熱源やヒートポンプによる地熱採取については、「中等度」から「極めて良好」な状態にある（右図参照）。

### 市域の広がりと土地利用
「クライネ・ミッテルシュタット」（人口 2万人から 5万人の都市）に分類される。ザルツコッテンの面積は 109.5 km2 である。土地の約 82.4 %が森林および農業用地、約 14.5 % が住宅地および交通用地である。南北の最大幅は約 12.2 km、東西のそれは約 18.1 km である。
市域の最低地点はマンティングハウゼン市区の 81 m、最高地点はニーデルンツードルフの 263 m、市の中心である市庁舎は海抜 96 m である。
| 土地用途別面積 | 農業用地 | 森林   | 宅地、空き地 産業用地 | 交通用地 | 水域  | スポーツ用地 および緑地 | その他 |
| -------------- | -------- | ------ | --------------------- | -------- | ----- | ----------------------- | ------ |
| 面積 (km2)     | 75.17    | 14.46  | 10.25                 | 6.13     | 1.26  | 2.35                    | 0.18   |
| 占有率         | 68.5 %   | 13.2 % | 9.3 %                 | 5.6 %    | 1.1 % | 2.1 %                   | 0.2 %  |

### 隣接する市町村
ザルツコッテンは、北から時計回りにデルブリュック、パーダーボルン、ボルヒェン、バート・ヴュネンベルク、ビューレン（以上、パーダーボルン郡）、ゲーセケ、リップシュタット（ゾースト郡）と境を接している。

### 市の構成
1975年まで独立していた以下の市区がザルツコッテンに属している。これらの市区はかつて、いわゆる「ビューレン郡の嘴」を形成していた。
| 地区名               | 地区名        | 人口（人） | 面積 (km2) | 人口密度（人/km2） | ザルツコッテンの地区図 |
| -------------------- | ------------- | ---------- | ---------- | ------------------ | ---------------------- |
| マンティングハウゼン | Mantinghausen | 1,030      | 5.683      | 181                | ザルツコッテンの地区図 |
| ニーデルンツードルフ | Niederntudorf | 2,690      | 14.580     | 184                | ザルツコッテンの地区図 |
| オーベルンツードルフ | Oberntudorf   | 1,373      | 6.414      | 214                | ザルツコッテンの地区図 |
| ザルツコッテン       | Salzkotten    | 9,654      | 24.087     | 401                | ザルツコッテンの地区図 |
| シャルメーデ         | Scharmede     | 2,579      | 8.660      | 298                | ザルツコッテンの地区図 |
| シュヴェレ           | Schwelle      | 652        | 7.547      | 86                 | ザルツコッテンの地区図 |
| テューレ             | Thüle         | 2,000      | 14.582     | 137                | ザルツコッテンの地区図 |
| ウプシュプルンゲ     | Upsprunge     | 1,892      | 8.426      | 225                | ザルツコッテンの地区図 |
| フェルラー           | Verlar        | 776        | 3.676      | 211                | ザルツコッテンの地区図 |
| フェルネ             | Verne         | 2,310      | 16.141     | 143                | ザルツコッテンの地区図 |

1. ↑  ホルゼン、ホルザー・ハイデ、ヴィンクハウゼン
2. ↑  エンクハウゼンとクライン・フェルネを含む

人口、面積はともに 2014年12月31日現在。

### 気候
北緯51度42分東経8度34分、海抜 92.5 m に位置する測候所が観測した 1961年から1990年までの平均年間降水量は 810 mm である。
| ザルツコッテンの気候 | ザルツコッテンの気候 | ザルツコッテンの気候 | ザルツコッテンの気候 | ザルツコッテンの気候 | ザルツコッテンの気候 | ザルツコッテンの気候 | ザルツコッテンの気候 | ザルツコッテンの気候 | ザルツコッテンの気候 | ザルツコッテンの気候 | ザルツコッテンの気候 | ザルツコッテンの気候 | ザルツコッテンの気候 |
| 月                   | 1月                  | 2月                  | 3月                  | 4月                  | 5月                  | 6月                  | 7月                  | 8月                  | 9月                  | 10月                 | 11月                 | 12月                 | 年                   |
| -------------------- | -------------------- | -------------------- | -------------------- | -------------------- | -------------------- | -------------------- | -------------------- | -------------------- | -------------------- | -------------------- | -------------------- | -------------------- | -------------------- |
| 降水量 mm （inch）   | 62.9 (2.476)         | 44.5 (1.752)         | 61.8 (2.433)         | 59.4 (2.339)         | 79.1 (3.114)         | 82.8 (3.26)          | 91.3 (3.594)         | 75.2 (2.961)         | 60.7 (2.39)          | 53.3 (2.098)         | 66.4 (2.614)         | 72.6 (2.858)         | 810 (31.889)         |
| 出典：ドイツ気象庁   |                      |                      |                      |                      |                      |                      |                      |                      |                      |                      |                      |                      |                      |

## 歴史

### 先史時代、古代
現在のザルツコッテン地域における定住の最も古い痕跡がテューレ居住地跡である。
市の中核部の東に位置するドレックブルク近くの住宅地で行われた発掘で、紀元前6千年紀中頃に定住地があったことが判明した。また、鉄器時代（紀元前700年頃）から中世初期にあたる800年頃まで継続的に定住地があったことも証明された。

### 中世、近世
中世初期にこの地域はザクセン公領に属していたが、カール大帝によって772年から804年までの間に徐々に征服され、フランク王国に併呑されていった。中世全体を通じて製塩業は本市の経済生活の重要な構成要素であり、特定の権力と結びついていた。製塩所は1160年に初めて記録されている。ハルデハウゼン修道院が「Saltcoten」の製塩業者に3棟の建物を与えたという記録である。1216年には当時のフィールゼン集落が教区として記されている。ただしこの集落は、すでにずっと以前から存在していた。799年に創設されたパーダーボルン司教区とケルン大司教との戦闘的な紛争のため、パーダーボルン司教ジーモン1世は周辺の塩泉源に面した村の住民に西の領域境界を護るように命じた。製塩業者とかつての農民で構成された新しい街は、1247年に都市権を授けられた。

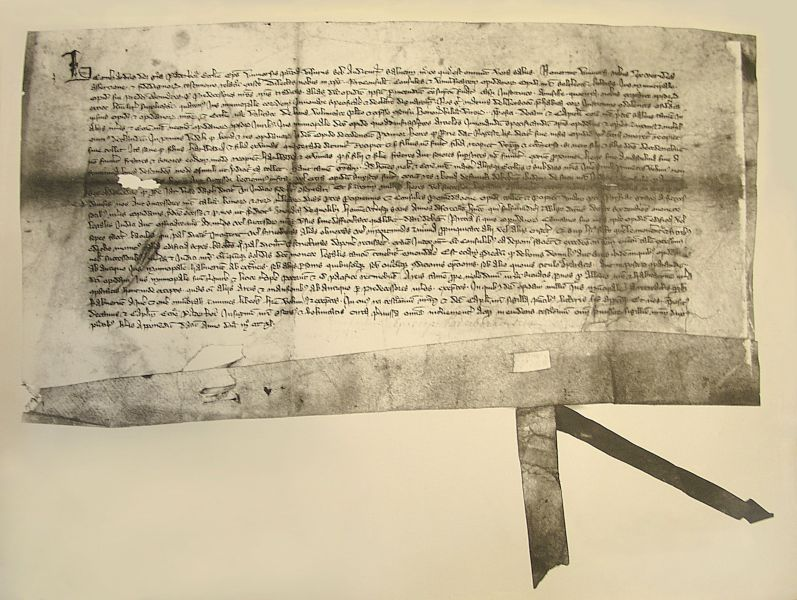
1340年にベルンハルト司教によって作成された新たな都市権授与証

1255年にジーモン司教は戦闘の中でケルン大司教の捕虜となった。彼は、1年後にフィールゼン城を解体する契約を結ぶことでようやく解放された。1256年のこの契約は、ザルツコッテンをケルン大司教とパーダーボルン司教との共同主権下に置くことを規定していた。この共同主権の状態は1294年まで続いた。1340年に火災によってほぼ全市が壊滅し、元々の都市権授与書も失われた。このため、パーダーボルン司教領の初代領主司教となったベルンハルト5世司教は、この年に改めて都市権・市民権を授与した。
16世紀初めから、ザルツコッテンを含むパーダーボルン司教領はニーダーライン＝ヴェストファーレン帝国クライスに属していた。三十年戦争の間、ザルツコッテンは1633年12月にヘッセン軍によって占領され、数棟の建物と製塩所を除いて焼き払われた。ただし本市は極めて急速に復興した。

### 19世紀、20世紀
1802年/1803年にパーダーボルン司教領はプロイセン王国に占領された。ナポレオン時代にこの街はヴェストファーレン王国の一部となった。ザルツコッテンは、1815年に最終的にプロイセン王国領となった。1946年からノルトライン＝ヴェストファーレン州の、1949年からドイツ連邦共和国の統治下に置かれている。

### 市町村合併
1975年1月1日、ザウアーラント/パーダーボルン法の発効に伴いそれまで独立した自治体であったザルツコッテン、マンティングハウゼン、ニーデルンツードルフ、オーベルンツードルフ、シャルメーデ、シュヴェレ、テューレ、ウプシュプルンゲ、フェルラー、フェルネ（ビューレン郡アムト・ザルツコッテン＝ボーケ）から新たなザルツコッテン市が創設され、新設されたパーダーボルン郡に編入された。アムト・ザルツコッテン＝ボーケの権利継承者は新設のザルツコッテン市であった。
廃止されたアムト・ザルツコッテン＝ボーケ北部の 3集落アンレッペン、ベントフェルト、ボーケはデルブリュックに編入された。また、西部の 3集落ガーフェルン、ヘルステ、レッベーケはミュンスター＝ハム法 § 45 に基づきリップシュタットに編入され、これに伴いゾースト郡に属すこととなった。

### 宗教

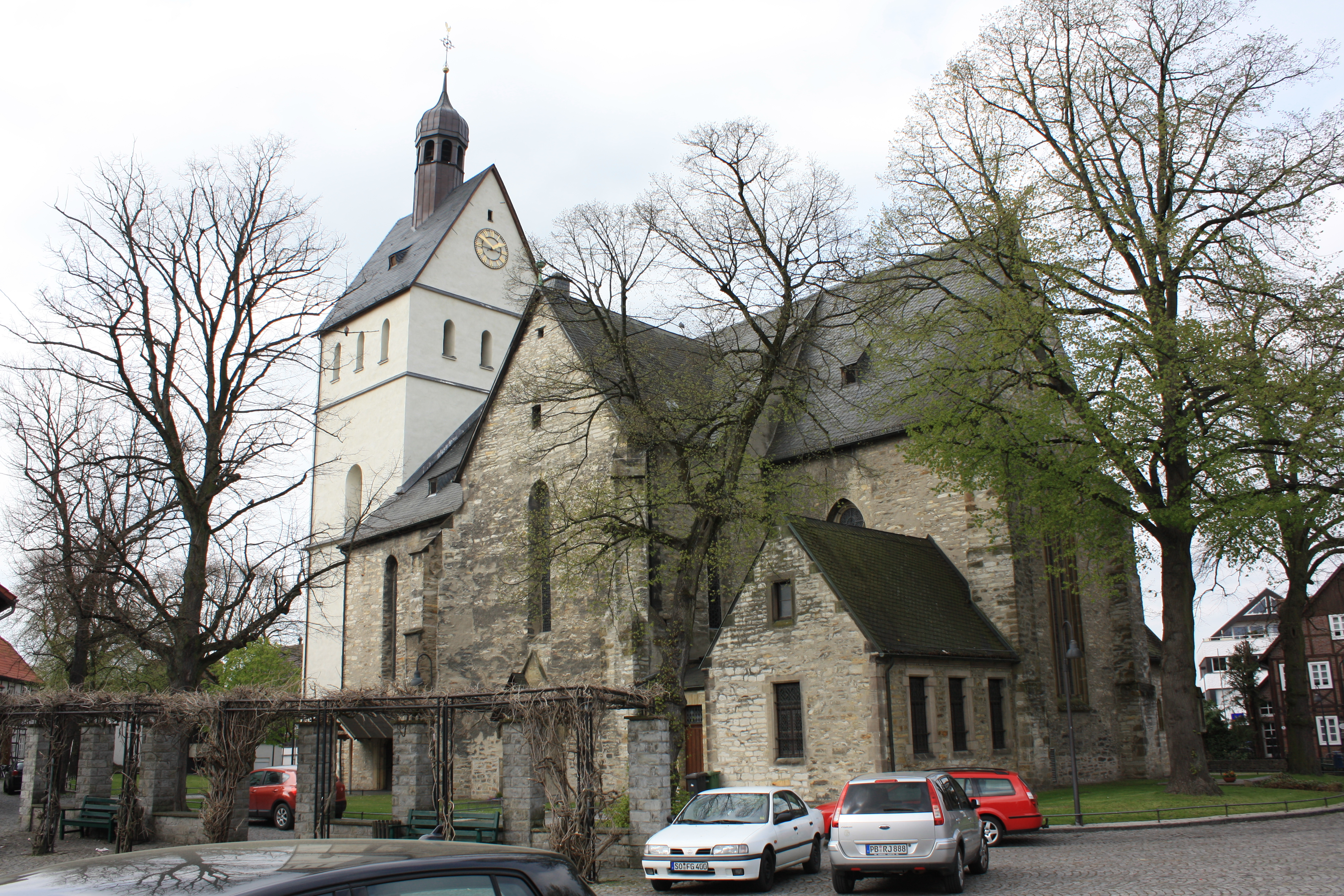
ザルツコッテンの聖ヨハネス・エントハウプトゥング教会

他のパーダーボルン大司教区の街と同様、ザルツコッテン住民の多くがカトリック信者である。パーダーボルン大司教領のビューレン＝デルブリュック首席司祭区内の 2つの司牧連合が信者のために存在している。ホルザー・ハイデ、ヴィンクハウゼンを含むシュヴェレのためのホルゼン聖フィリップス・ネリー教会、マンティングハウゼンの隠修士聖アントニウス教会、シャルメーデの聖ペトルスおよびパウルス教会、テューレの聖ラウレンティウス教会、フェルラーの聖フランツィスクス・クサヴェリウス教会からなるヘーダー＝グンネ＝リッペ司牧連合と、ザルツコッテンの聖マリエン支教会を有する聖ヨハネス・エントハウプトゥング教会、ニーデルンツードルフの聖マテウス教会、オーベルンツードルフの聖ゲオルク教会、ウプシュプルンゲの聖ペトルス教会、エンクハウゼンとクライン・フェルネを含むフェルネの聖バルトロメウス教会で構成されるザルツコッテン司牧連合である。
ヴェストファーレン福音主義教会のパーダーボルン福音主義教会クライス内のザルツコッテン市域は、3つの教会組織に属している。ザルツコッテン福音主義教会はほとんどの市区を包含している。オーベルンツードルフ市区とニーデルンツードルフ市区はビューレン福音主義教会のヴェーヴェルスブルク教区に、シュメーデ市区はエルゼン福音主義教会に属している。
ウプシュプルンゲ市区のケスリナー通り沿いにバプテスト教会のセンターがある。
ザルツコッテンにおけるユダヤ人生活の痕跡は 18世紀まで遡る。当時約100人の信者があったユダヤ教組織は、現在のイザーク＝アウエルバッハ広場に1825年にシナゴーグを建設した。1863年に信者数 143人のピークを迎えた。11月暴動（水晶の夜）では、1938年11月10日にシナゴーグが破壊され、1941年12月10日から1942年7月28日までの間にユダヤ人が逮捕されるなどしてユダヤ人コミュニティは壊滅した。1986年から、かつてのシナゴーグ跡地に記念碑が建てられている。
現在の宗教分布を知る手がかりの一つが、ザルツコッテンの児童・生徒に対する所属宗教団体の調査である。この調査によれば、2007年の学期では 1,783人の児童・生徒がカトリック、512人が福音主義、79人がイスラム教組織に所属した。その他の宗教が 261人、無宗教は 222人であった。

### 人口推移
| 年               | 人口（人） |
| ---------------- | ---------- |
| 1975 (12月31日)  | 17,073     |
| 1980 (12月31日)  | 18,221     |
| 1985 (12月31日)  | 19,228     |
| 1987 (5月25日) ¹ | 19,572     |
| 1990 (12月31日)  | 20,495     |
| 1995 (12月31日)  | 22,211     |

| 年              | 人口（人） |
| --------------- | ---------- |
| 2000 (12月31日) | 23,501     |
| 2002 (12月31日) | 23,906     |
| 2004 (12月31日) | 24,544     |
| 2006 (12月31日) | 24,842     |
| 2007 (12月31日) | 24,928     |
| 2008 (12月31日) | 24,913     |

| 年              | 人口（人） |
| --------------- | ---------- |
| 2009 (12月31日) | 24,813     |
| 2010 (12月31日) | 24,868     |
| 2011 (12月31日) | 24,942     |
| 2012 (12月31日) | 24,627     |

¹ 人口調査結果

## 行政

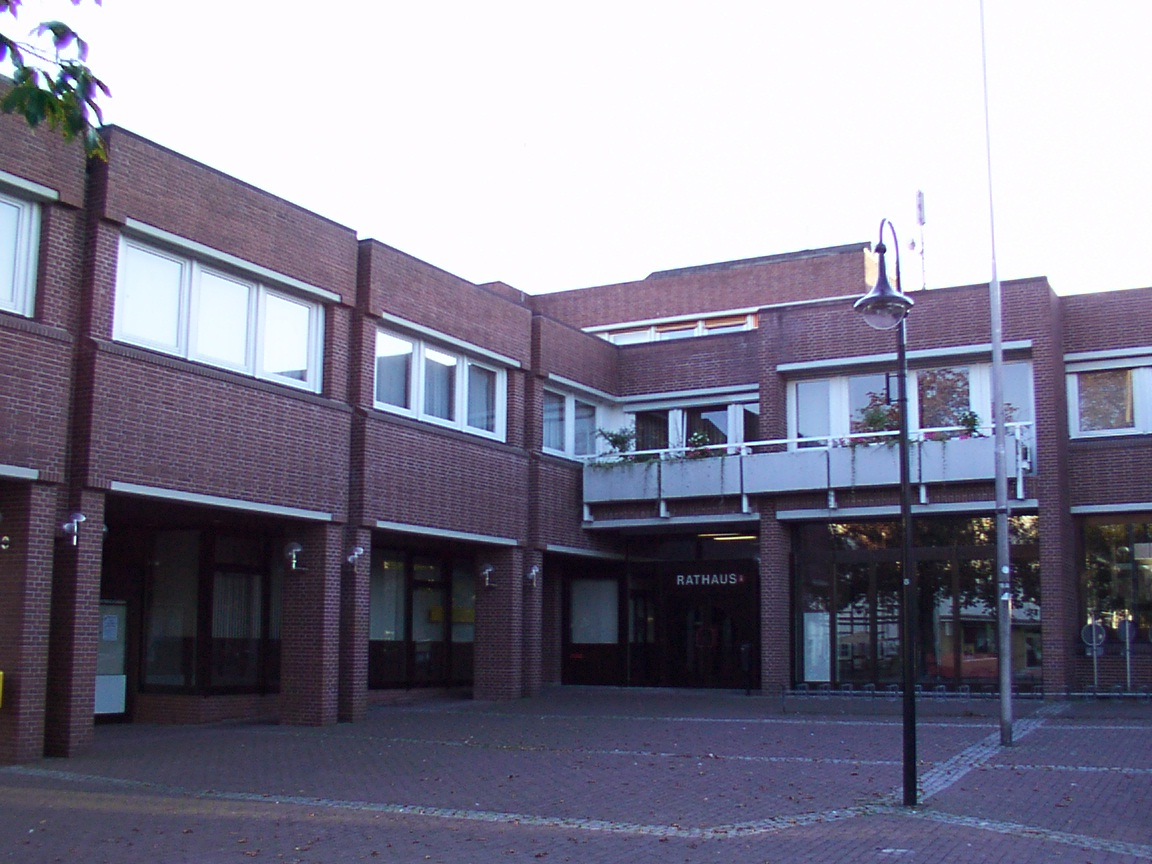
ザルツコッテン市庁舎

### 市議会
ザルツコッテン市議会は 38議席からなる。これに市長が議長として加わる。

### 首長
ザルツコッテン新設後の市長を以下に列記する。
- 1975年5月22日 - 1984年: フランツ・クラーマー (CDU)
- 1984年 - 1989年: ヨーゼフ・エットラー (CDU)
- 1989年 - 2004年: コンラート・ルンペ (CDU)
- 2004年 - 2014年: ミヒャエル・ドライアー (CDU)
- 2014年 - : ウルリヒ・ベルガー (CDU)[16]

### 紋章、印章、旗
ザルツコッテン市は、1908年にプロイセン王から紋章を使用する権利を授与された。現在の印章と旗は、1976年12月9日付のデトモルト行政管区長官の文書によって認可されている。紋章、印章、旗はザルツコッテン市の基本条例 §2 で規定されている。
紋章の図柄: 本市の紋章は以下の通り規定されている。「赤地に金色（または黄色）の三つ葉」
解説: ザルツコッテンは、1247年にパーダーボルン司教ジーモン1世フォン・リッペによって都市権を与えられた。最も古い印章はこの頃のもので、パーダーボルン司教とケルン大司教が共同領主として描かれていた。その後、1295年に共同統治は終了し、印章にはパーダーボルン司教だけが描かれるようになった。
17世紀初め、三つ葉の紋章を持つ洗礼者聖ヨハネが突然印章に描かれた。これは単に地元のシンボルであったかもしれないし、あるいはパーダーボルン司教領の紋章にある十字や3つの製塩所に由来するものであるかもしれない。製塩業は長年にわたりザルツコッテンの重要な産業であった。1908年にプロイセン王が現在の配色の紋章を授けるまでは、金地に緑色の三つ葉が描かれていた。
印章の図柄: 本市の印章には、市の紋章と「Salzkotten, Kreis Paderborn」（ザルツコッテン、パーダーボルン郡）の文字が描かれている。
旗と幟の図柄: 長辺と並行に赤地と黄色地に二分割。旗の棹寄り、幟の上部は白地で市の紋章が描かれている。
- 1634年の印章
- 現在の印章
- 旗
- 幟

### 姉妹都市

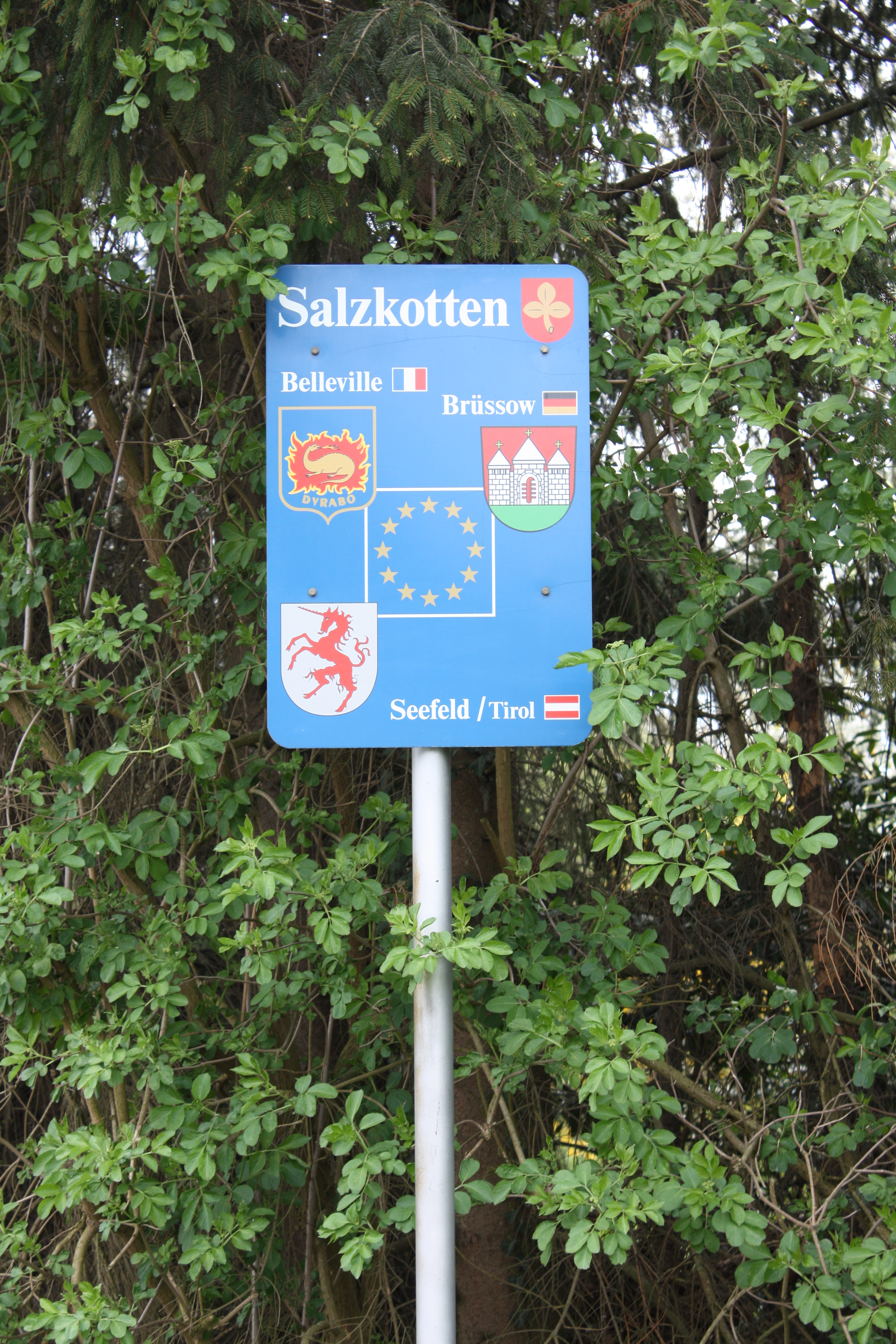
ザルツコッテンの姉妹都市を示す標識

- ベルビル（フランス語版、英語版）（フランス、ローヌ県）1991年
- ブリュソ（ドイツ語版、英語版）（ドイツ、メクレンブルク＝フォアポンメルン州）1993年8月16日
- ゼーフェルト（オーストリア、チロル州）1997年
- ビストリツェ・ポト・ホスティー（チェコ語版、英語版）（チェコ、ズリーン州）2009年

Belleville-sur-Saôneとの公的な姉妹都市協定は、ザルツコッテンのフィリップ＝コルテ実科学校と Belleville のエミール・ゾラ大学との姉妹校提携に由来する。毎年、多くは5月に、市民・サークル・研究機関の相互訪問が行われており、興味のある市民は参加できる。
上記の姉妹都市協定の他に、市区レベルでの姉妹都市協定も結ばれている。シャルメーデとフランスの セリジー＝ラ＝フォレ とは1973年から姉妹都市協定を結んでいる。これは旧ビューレン郡で最も古い姉妹都市協定であった。1982年には、フェルラーとやはりノルマンディ地方の カルティニー＝レピネイ とが姉妹都市協定を結んでいる。

## 文化と見所

### ザルツコッテン市文化賞
本市は2002年から2年に1度ザルツコッテン市文化賞を授与していた。全部で5回授与された。

### 演劇
ザルツコッテンでは、上演芸術はハイマートビューネ・テューレ、テアターデーレ・シャルメーデ、フェルラー演劇協会、ウプシュプルンゲ演劇・カーニバル協会、全市共通のアマチュアステージが担っている。
シャルメーデのテアター・イム・エスツィンマーは、毎月1回週末にキャバレーや演芸ショーを開催している。

### 博物館

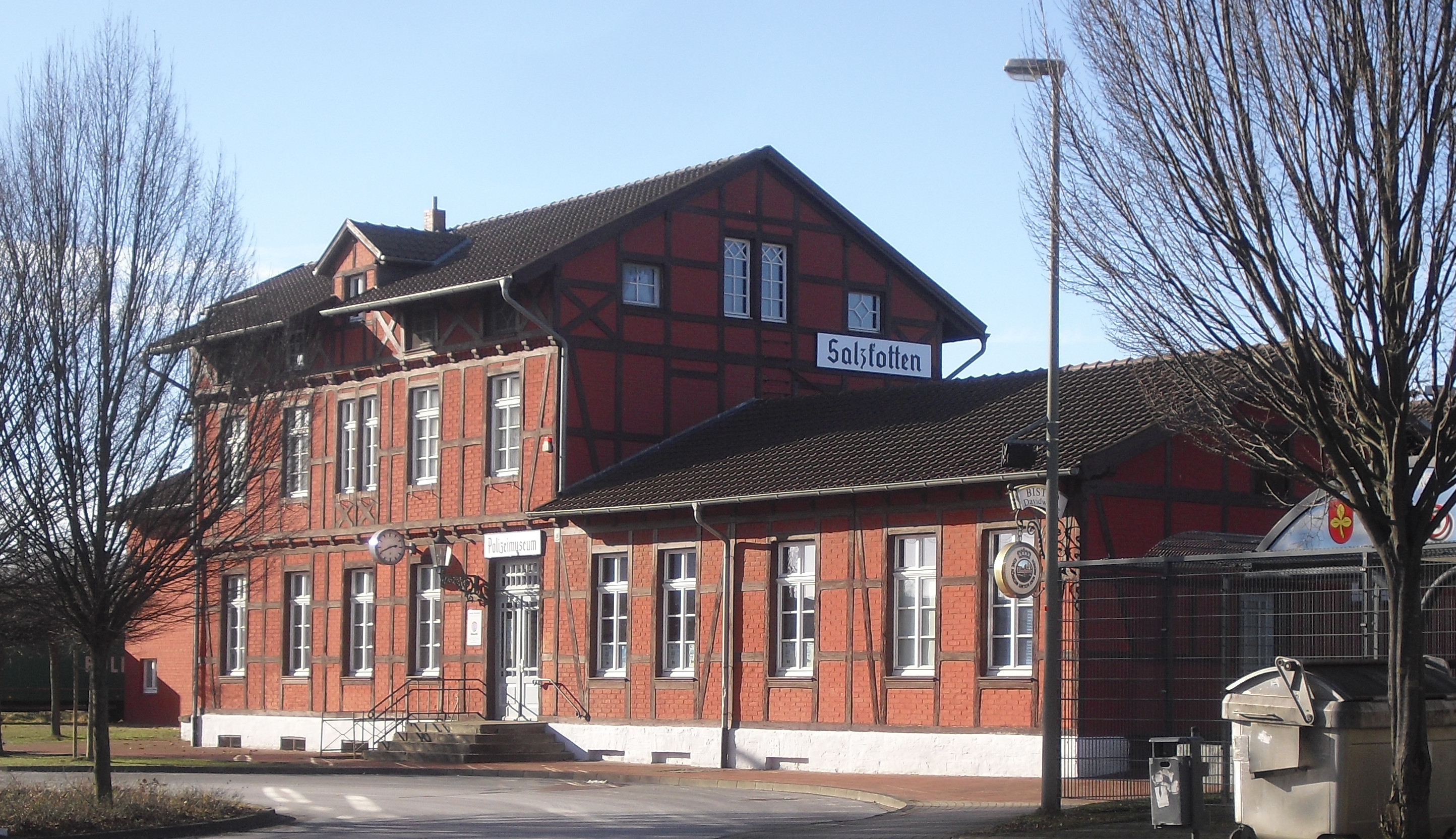
ドイツ警察博物館（旧駅舎）

郷土協会は、1817年に建設された旧女学校内にザルツコッテン郷土博物館を運営しており、これに製塩の歴史を紹介する製塩博物館が併設されている。博物館教育活動やテーマを決めた都市見学ツアーが行われる一方、その他の歴史的な展示品が収集されている。
1997年6月28日、まず1849年に建設された駅舎の下層部分に、ドイツ警察博物館が開館した。2006年6月11日からは建物の2階も博物館に含まれている。この博物館には19世紀から現代までのドイツ連邦警察、連邦国境警備隊、鉄道警察隊、ドイツ人民警察の歴史を物語る物品が展示されている。この博物館は、かつての車庫内に車両も展示している。このコレクションを創るために、国際警察協会 (IPA) のドイツ部門メンバーが集まって、現在「ドイツ警察博物館 e.V.」と称する協会を結成した。
シャルメーデ市区の現在は営業していないホーフ・ヴェスターマイアーに「自転車と昔の農業博物館」がある。展示されているのは、19世紀から20世紀の変わり目頃にオストヴェストファーレン地方で製造された自転車約 250台と、道具・器具・馬具から牛乳の遠心分離器や動物用体重計までの農家の日用品である。

### 音楽と舞踊
ザルツコッテンには多彩な音楽生活が用意されている。22のクラブ・サークルがザルツコッテン市音楽連盟を結成している。音楽クラブはシャルメーデ、テューレ、ウプシュプルンゲ、フェルネ、フェルラーにあり、楽隊はオーベルンツードルフ、ザルツコッテン、テューレにある。金管アンサンブルがシャルメーデとフェルンにあり、ニーデルンツードルフには吹奏楽団がある。
さらに、ザルツコッテン歌唱団、ヘーダーテーネ・ホルゼン＝シュヴェレ＝ヴィンクハウゼン合唱団と聖バルトロメウス合唱団、アイントラハト・ツードルフ男声合唱団、リッペ合唱団マンティングハウゼン、「ザングスルスト・テューレ」、ニーデルンツードルフ聖セシーリア教会合唱団、ザルツコッテン聖セシーリア教会合唱団がある。
これに加えて市内には、多くの民俗舞踊グループがある。「ダンツデール・ザルツコッテン」、「タンツケッテ・テューレ」、「ホルゼン＝マンティングハウゼン民俗舞踊グループ」、「ニーデルンツードルフ民俗舞踊サークル」、「ツードルファー・フォルクローレ舞踊グループ」などがその例である。ダンツデール・ザルツコッテンは、2008年のザルツコッテン市文化賞受賞者である。

### 建造物

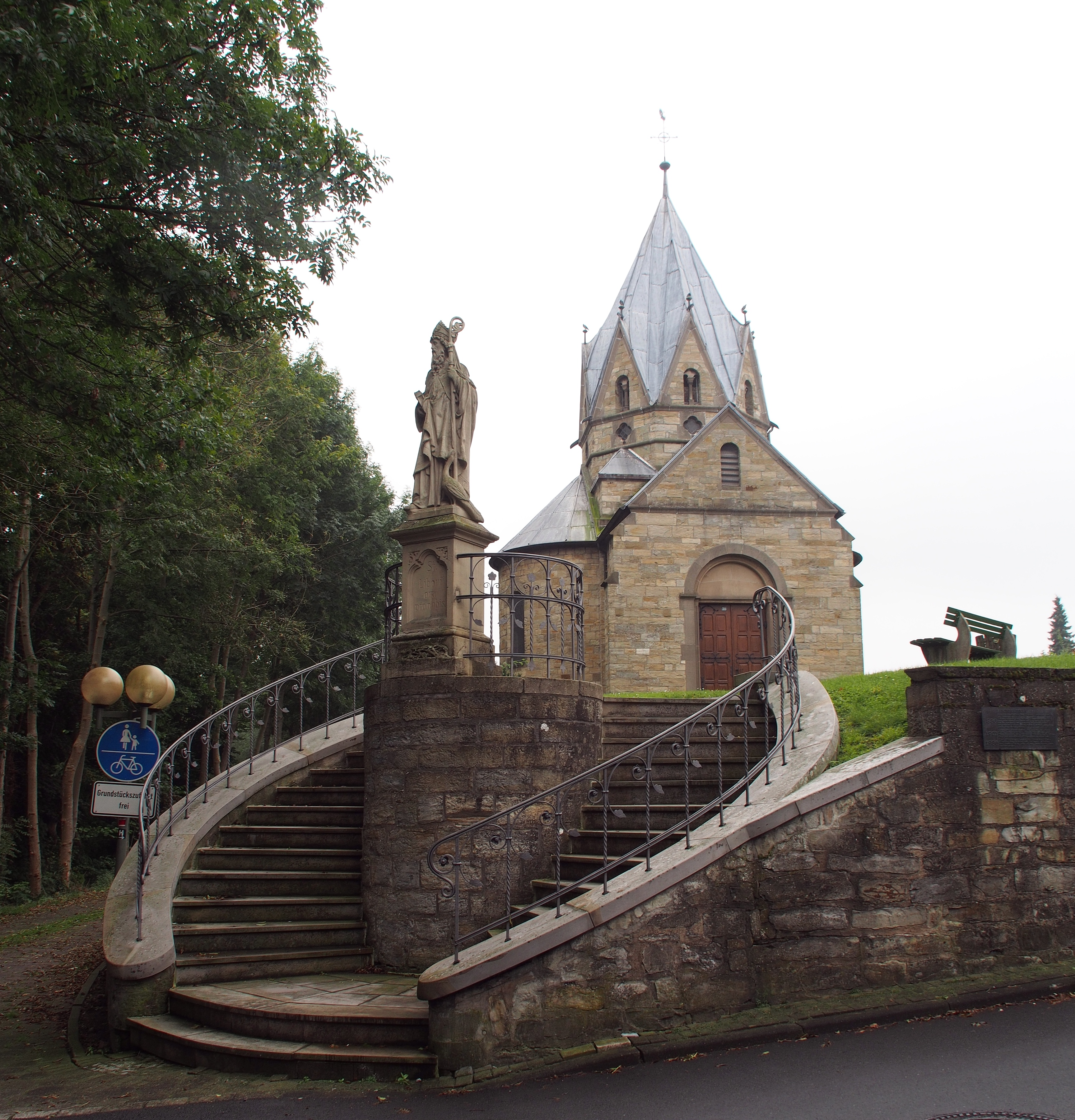
リーボリウス礼拝堂

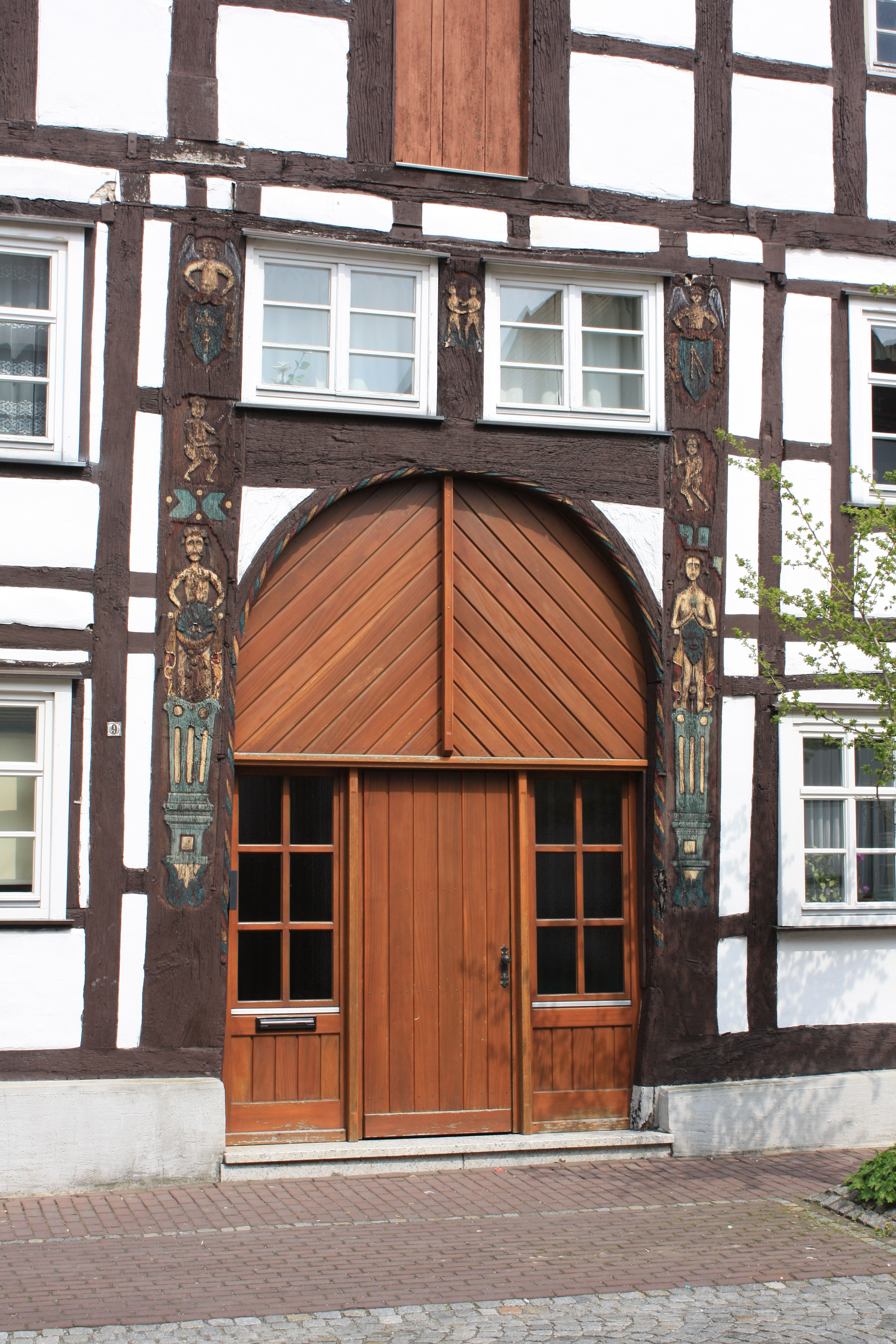
フィールザー通り9番地の「アダム・ウント・エーファ・ハウス」の彫刻が施された玄関の扉枠

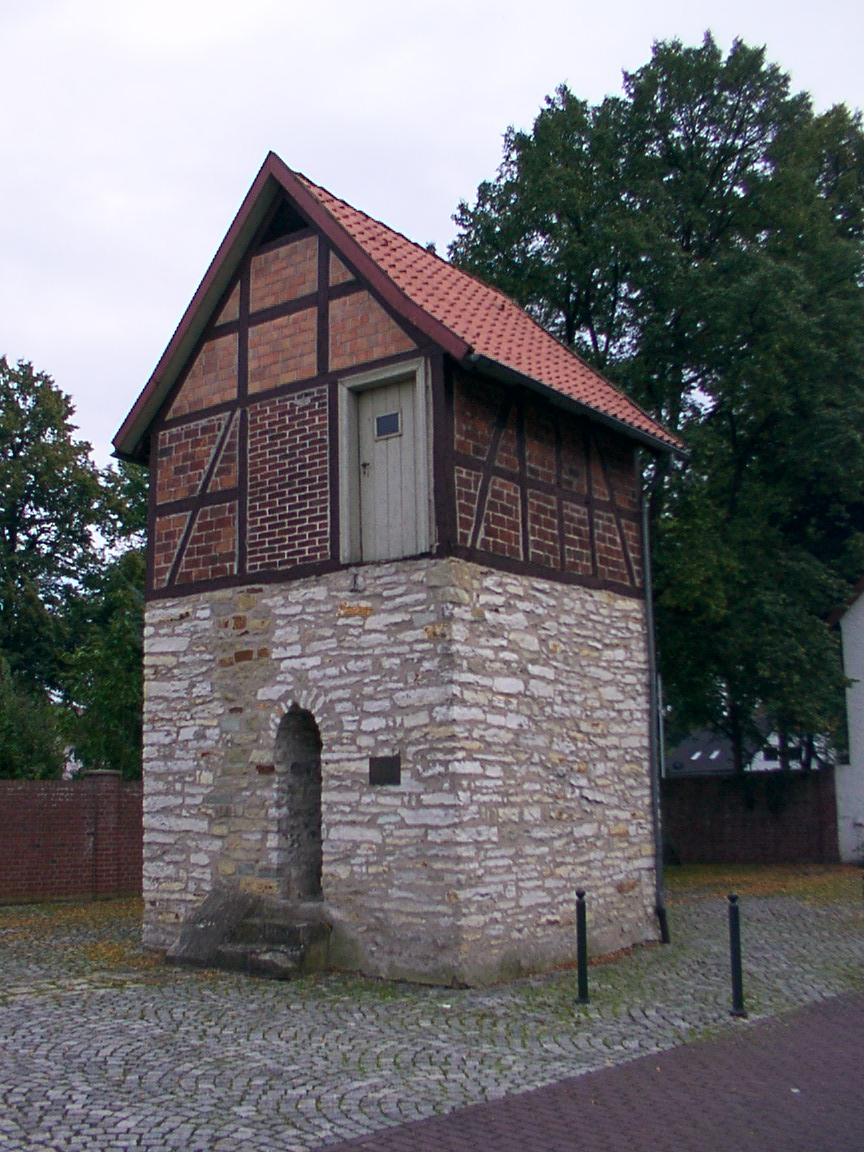
ヘクセン塔

- カトリックの教区教会聖ヨハネス・エントハウプトゥング教会[訳注 1]は、1256年に教区管轄権を新しい市教会に移した。この教会堂は13世紀後半に造られた十字型の平面を持つハレンキルヒェである。内部には18世紀の脇祭壇が2基ある。
- リーボリウス礼拝堂は市の南東部の高台に建つ。このクローバー型の平面図を持つネオロマネスク様式の建物は1901年から1902年にフランツ・ミュンデラインによって建造された。外観は創建期のままである。
- ウニタス源泉のブルンネンハウス（泉の家）は高さ 4 m のキュートフェルゼンという岩の上に建っている。多角形の平面図を持ち、壁絵が描かれた切石造りのこの建物は、1554年の銘を持つ。入り口上の旧製塩ギルドの紋章は「Unita Durant」（ラテン語で「協力は永続する」）という銘と握りあった手がデザインされている。
- 旧司祭館。クリンゲル通り14番地。正面にスレートが張られた寄棟造り3階建ての木組み建築で、1783年に建設された。
- 司祭および助任司祭館。寄棟造り3階建ての建物で、1743年に建設された。壁の格子部分はレンガ模様で満たされている。
- 旧女学校。2連の外階段と半切妻屋根を持つ2階建ての木組み建築で、1819年に建造され、1973年に改修された。現在は郷土館として利用されている。
- 遺されていた数多くの、通常は切妻造りの木組み建築は、1960年から70年代に著しく減少した。1956年にマルクト広場に面したプファンネンシュミーデ（1601年建造）、1967年にランゲ通り 39番地の家（1653年建造）、1952年に同 46番地の家（1649年建造）が修復不能なまでに破壊され、また1974年に解体されたランゲ通り 32番地の家はこの街で最も立派なディーレンハウス[訳注 2]であった。元々マルクト広場に面していたアルトロッゲ家の、1678年の銘が刻まれたドアの梁は、1970年から1974年に建設されたヴィーデンブリュックのホテル・ラーツケラーに転用された。フィールザー通り 8番地の「アッカービュガーハウス」と呼ばれるディーレンハウスは1575年の銘が刻まれた梁を持つ建物であり、長い間本市で最も古い家屋であるとされていたが、これは間違いであった。学者たちがクリンゲル通り 3番地のヴュスト邸の中核部分が1563年に建設されたことを突き止めたのである[22]。しかしこの建物は何度も増改築がなされ、道路側は漆喰が塗られている。長らく空き家となっており、解体が計画されているが、その時期は確定していない[23]。フィールザー通り9番地の「アダム・ウント・エーファ・ハウス」は16世紀末に建設された。扉の枠に彫刻が施されている[24]。半切妻造りの堂々とした建物であるフィーラー通り 20番地の建物は現在、市立図書館と市民大学が入居している。この建物は1707年にヨハネス・プリュッセンとマグダレーナ・ジーベルのために建設された。現在カフェ・ヘルターとなっているランゲ通り 33番地のディーレンハウスは、三十年戦争直後に建てられた。1654年の銘があるこの家は、板張りで、レンガ模様で満たされた格子を見せている。レンガ模様の格子は1933年に新設された。大きな中央廊下とその脇の部屋という内部構造はほぼそのまま遺されている。ゼルツァー薬局として利用されているランゲ通り 23番地の建物は1752年に建設された。施主は市長で製塩業者のヨハネス・ヘンリクス・クラウスであった。この他の木組み建築には、フィールザー通り 14番地、納屋階を持つフィールザー通り 4番地の家、小さいが張り出し窓が設えられた切妻建築であるクリンゲル通り 15番地の家がある。
- 1245年から1247年のパーダーボルン司教ジーモン1世治下に建設が始まった都市防衛施設では、ヘクセン塔（魔女の塔）、ビュルガー塔（市民の塔）、西門が遺されている。シュッツェン通り（直訳すると「射撃通り」）やアム・ヴァルグラーベン（直訳すると「堀沿い」）近くの「アン・デア・シュタットマウアー」（直訳すると「市壁沿い」）に市壁が比較的長く遺っている。
- 市の東に位置するドレックブルクは、1434年に記録されている。2008年8月8日から10日までの3日間650年祭が祝われた。州の建設・交通大臣オリヴァー・ヴィトケの後援の下で約3万人が様々なイベントを楽しんだ。
- グラスヒューゲルの麓に、城砦付属教会を含むフィールゼン城趾がある。この城砦は1256年頃に建設された。
- ザルツコッテン・フランチェスコ女子修道会の「母の家」（フランツィスカナー・コルディス・イェズ・エト・マリア）
- シャルメーデの古い納屋。ヴェーザールネサンス建築（ドイツ語版、英語版）
- ウプシュプルンゲのブッケミューレ（水車）

- ウニタス源泉のブルンネンハウス
- 旧女学校
- フィールザー通り 9番地の建物
- ランゲ通り 23番地のゼルツァー薬局
- ビュルガー塔
- 西門
- ドレックブルク
- シャルメーデの古い納屋
- ブッケミューレ

### 公園

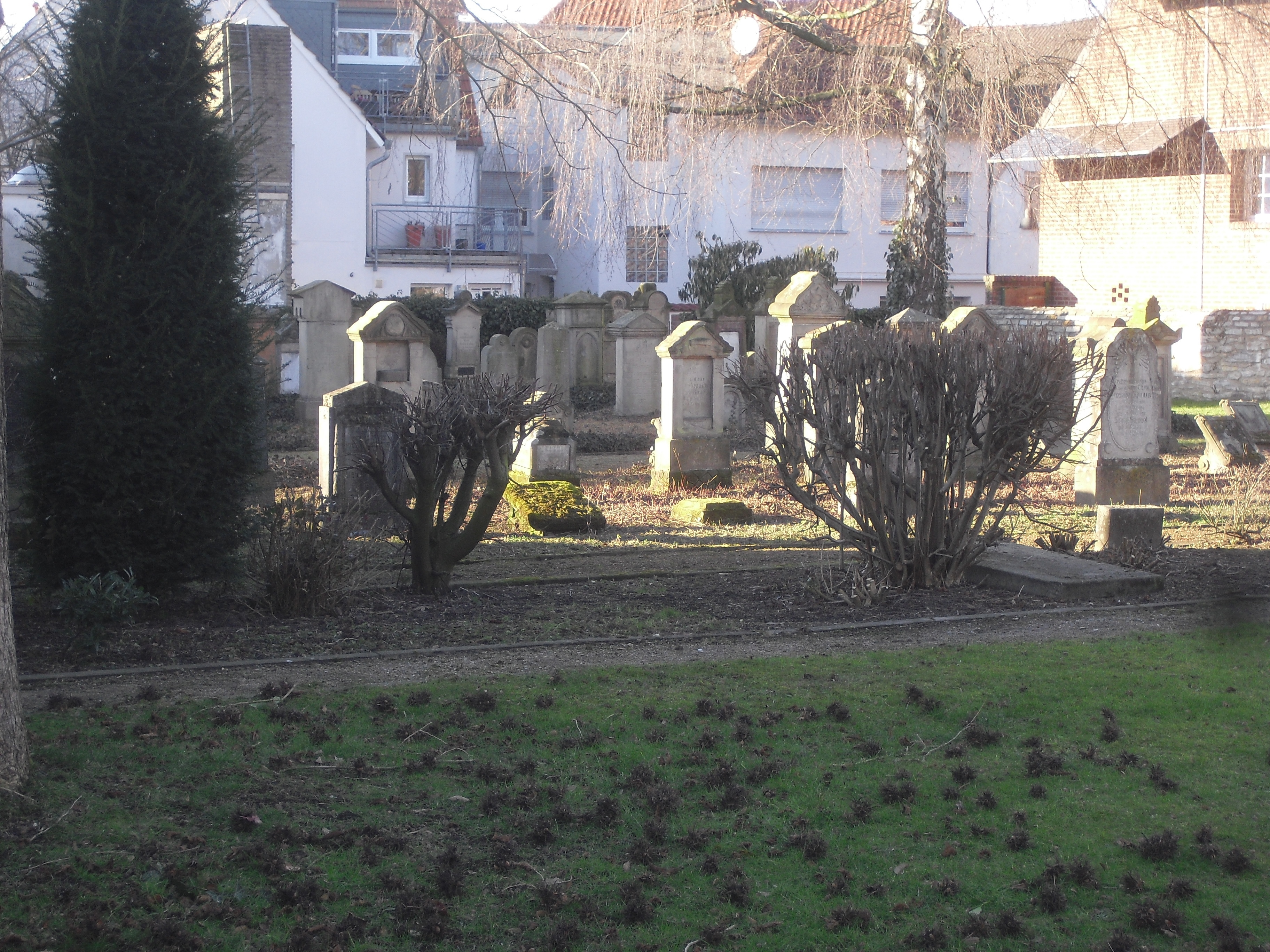
ザルツコッテンのユダヤ人墓地

#### ジュルトゾイト
ジュルトゾイトは、ザルツコッテン南東の広さ約 16 ha の自然保護区である。塩分濃度が高い水源は重要で極めて稀少な内陸塩水源となっている。数少ない中央ヨーロッパの塩水源のほとんどが1960年代から1990年代までの建築工事によって破壊されている。

#### ユダヤ人墓地
南東の市の堀に1827年にユダヤ人墓地が設けられた。これはザルツコッテン市の所有で、1985年から文化財リストに登録されている。国家社会主義時代の破壊と接収によって完全には保存されていない。ここでの最後の埋葬は1940年になされた。

### 自然文化財

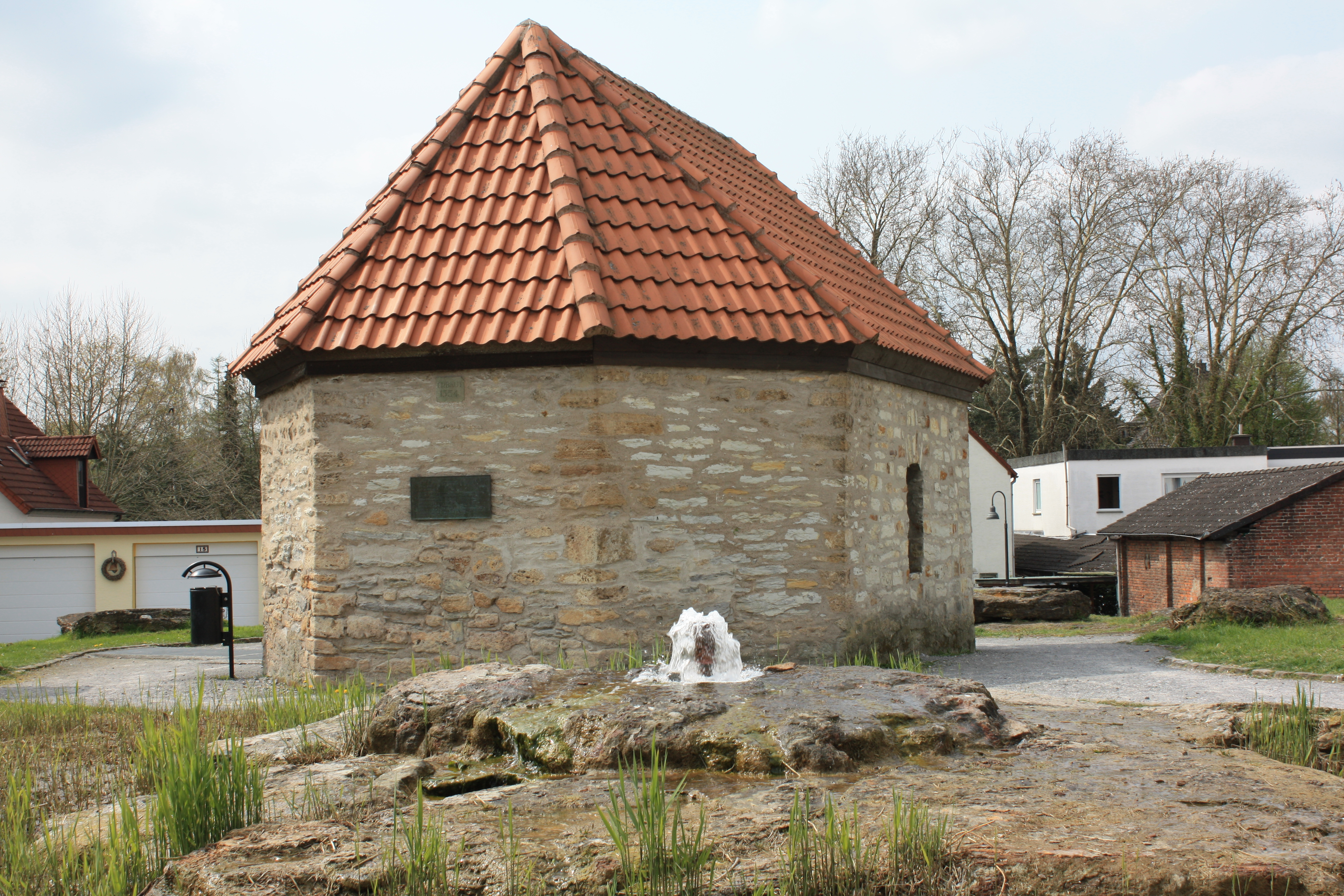
ウニタス源泉。背後はブルンネンハウス

ザルツコッテンの最も古い源泉であるウニタス源泉の堆積したミネラルで形成された約 4 m の高さのキュートフェルゼンは直径約 200 m で、現在は一部に建物が建てられている。最も古い層は1万5千年前のものと推定されている。塩水は、この源泉から、かつては木管を通って、現在は鉛管を通って枝条架装置に導かれる。Puccinellia、ウラギク、Juncus gerardii、ウシオツメクサ、マルミノシバナ といった珍しい塩生植物がこの岩に生えている。

### 年中行事
- ゼルツァーフェスト（製塩祭）毎年、聖枝祭に行われる
- ヘーデラウエンフェスト、毎年8月最終週末の3日間
- マルティーニ・マルクト、第1アドヴェントの3週前の週末3日間

## 経済と社会資本

### 交通

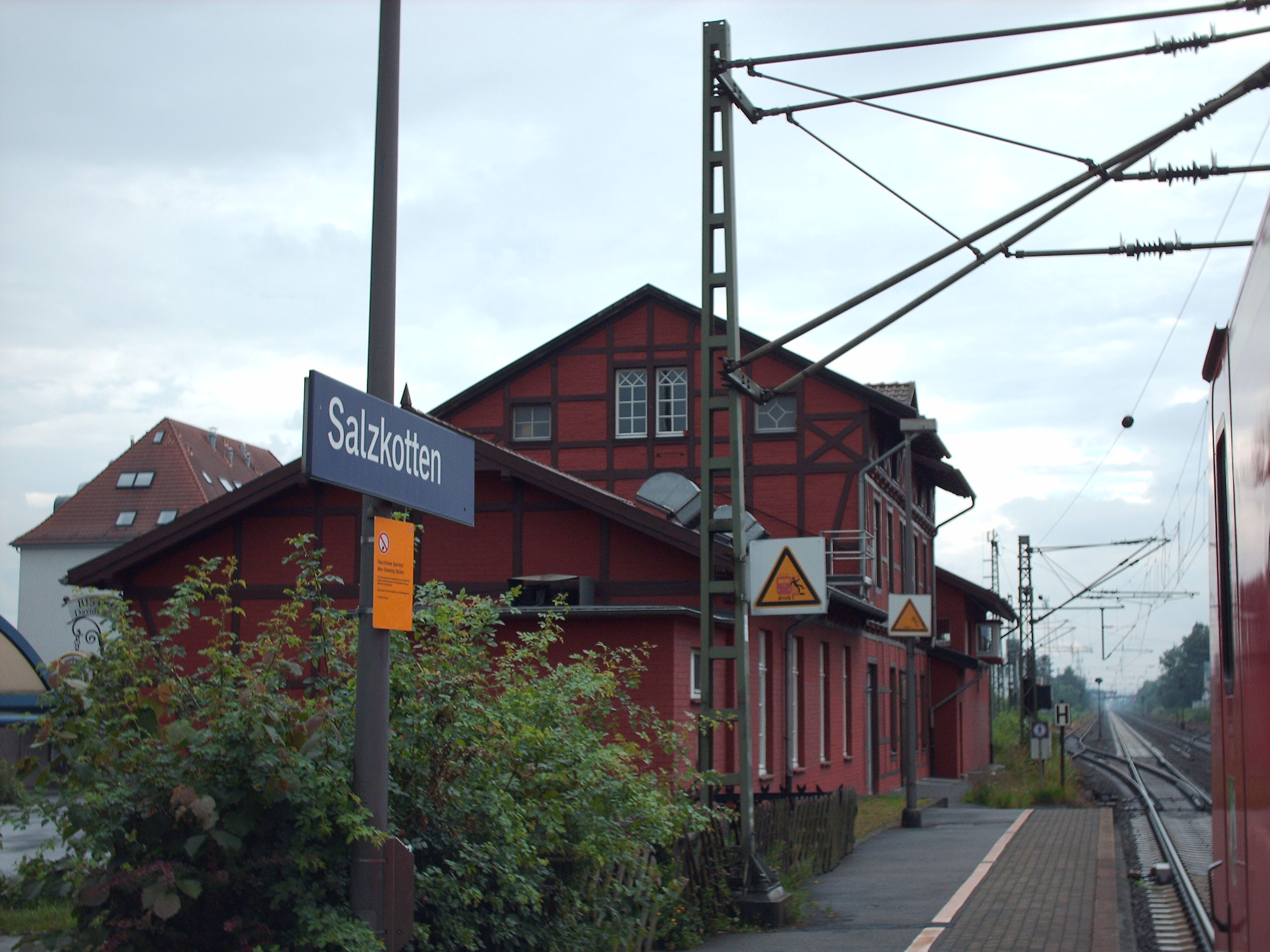
ザルツコッテン駅

#### 鉄道
ザルツコッテンには、鉄道ハム - ヴァールブルク線沿いにザルツコッテン駅、シャルメーデの2駅がある。

#### バス路線
パーダーボルン行きおよびゲーセケ行きの定期バスが運行している。

#### 道路
連邦道 B1号線がザルツコッテンを通っている。この道路は、西はルール地方を経由してアーヘン近くのドイツ - ベルギー国境まで、東はパーダーボルンやベルリンを経由してコストシン・ナド・オドロン近くのドイツ - ポーランド国境まで走っている。市域の外では、南側を B1号線と並行に連邦アウトバーン A44号ドルトムント - カッセル線が通っており、東側ではビーレフェルトからブリーロンへ向かう A33号線が B1号線と交差している。

#### 航空
パーダーボルン/リップシュタット空港は、ザルツコッテンから約 10 km 離れている。州道 L751号線経由で行くことができる。

### メディア

#### 印刷媒体
ザルツコッテンでは地方日刊紙が2紙刊行されている。一つは地方欄を持つビーレフェルトのノイエ・ヴェストフェーリシェ、もう一つはヴェストファーレン＝ブラットの地域版ヴェストフェーリシェ・フォルクスブラットである。両紙は、地域面以外の一般記事を、ビーレフェルトにあるそれぞれの一般記事編集部から入手している。さらにパーダーボルン大司教区では、年4回、パーダーボルン郡およびヘクスター郡向けに、地方史、文学、芸術に関する記事を掲載する季刊誌「ディー・ヴァルテ」が刊行されている。

#### ラジオ・テレビ
ザルツコッテンは、西部ドイツ放送のビーレフェルト地方スタジオおよびローカルラジオ局として報道番組を放送するラジオ・ホーホシュティフトのサービス提供地域に含まれる。「ゼルツァー・フェンスター」都市テレビ・ザルツコッテンe. V. およびツードルフ・ケーブルテレビ作業共同体は、ローカル・ケーブルテレビ網オフェーネン・カナル・パーダーボルンおよびツードルフ・ケーブルテレビのためにテレビ番組を制作している。

### 公共機関

#### 司法
1975年6月30日までザルツコッテンは、ザルツコッテン区裁判所の所在地であったが、同年7月1日からはパーダーボルン区裁判所の管轄に編入されている。この区裁判所はパーダーボルン地方裁判所の管轄下にある。ザルツコッテン区裁判所は、1977年に解体されたかつてのザルツコッテン市庁舎北棟にあった。

#### 消防団
本市の消防団は1883年から存在しており、2008年に創設125周年を祝った。中核市区自身の他に、ニーデルンツードルフ、オーベルンツードルフ、シャルメーデ、テューレ、ウプシュプルンゲ、フェルラー、フェルネにそれぞれ消防隊がある。マンティングハウゼンは、本市と合併する以前から隣接するレベーケとともに消防隊を設立していた。この消防隊は現在リップシュタット消防団に組み込まれている。

#### 健康・保健
ザルツコッテンには、ヴィンセンシオ慈善姉妹会が運営する聖ヨーゼフス病院がある。この病院は4つの主要な診療科、すなわち内科（73病床）、外科（58病床）、産婦人科（36病床）、麻酔科/集中治療科がある。さらに眼科（9病床）、耳鼻咽喉科（8病床）、泌尿器科（12病床）もある。これらに加えて、救命医療センター、短期療養施設を含む医療老人ホーム、看護および病人介助学の学校、健康センター、寄宿舎を運営している。

#### 図書館

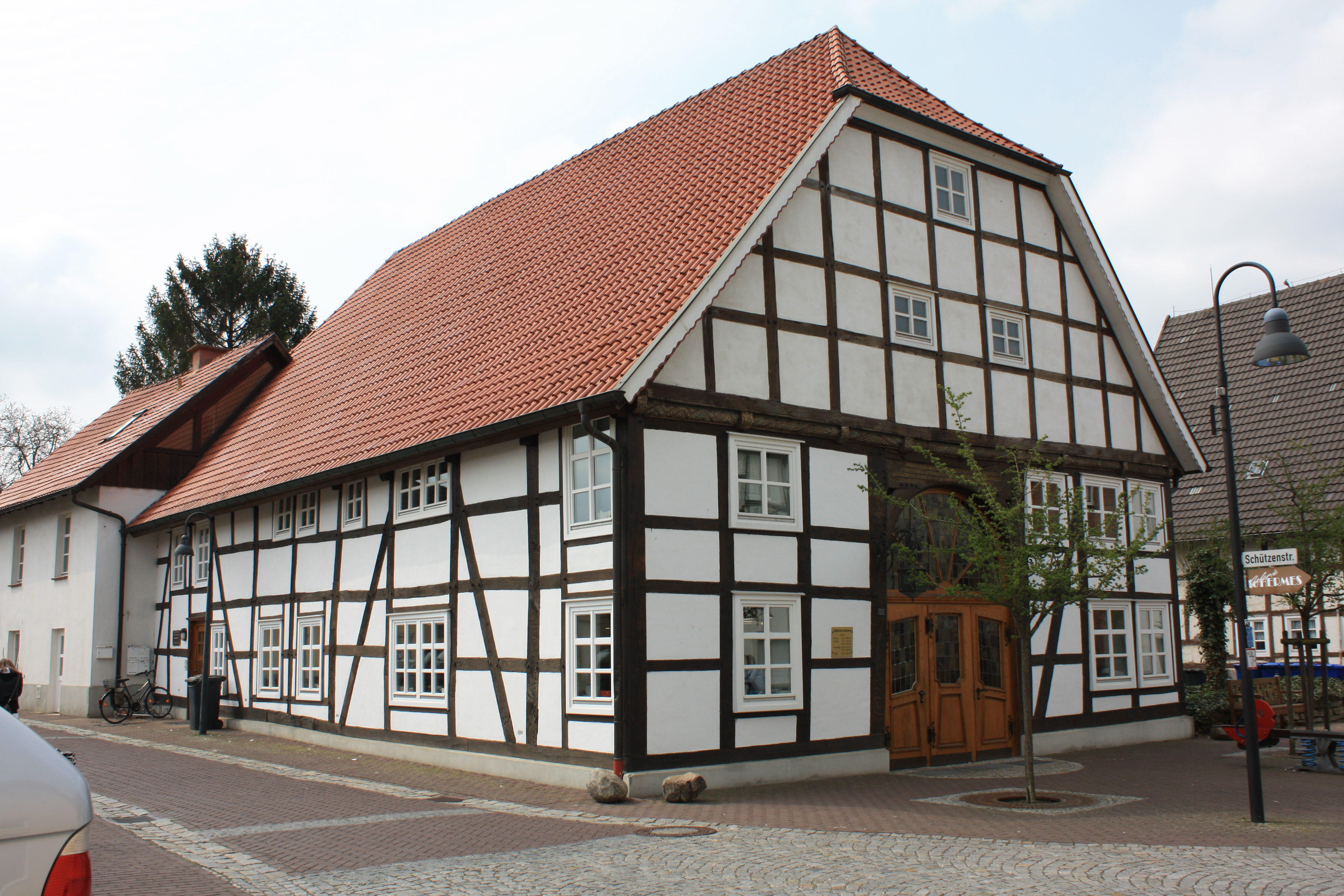
ザルツコッテン市立図書館

ザルツコッテン市は約 27,000点のメディアを所蔵する市立図書館を有している。その本館は、市民大学とともにフィールザー通りの歴史的な木組み建築の中に入居している。ニーデルンツードルフ分館、オーベルンツードルフ分館、フェルネ分館、およびフェルラー基礎課程学校の私立青少年図書館の4つの分館がある。さらにカトリックの公共図書館がウプシュプルンゲ司祭館にある。

### 教育
ザルツコッテンには、基礎課程学校 6校、本課程学校 2校、実科学校 1校、総合学校 1校、養護学校 3校がある。2014年10月15日現在、この街には 217人の教師と 2,392人の児童・生徒がいた。このうち 1,129人が基礎課程学校、208人が本課程学校、285人が実科学校、519人が総合学校、251人が養護学校に属していた。

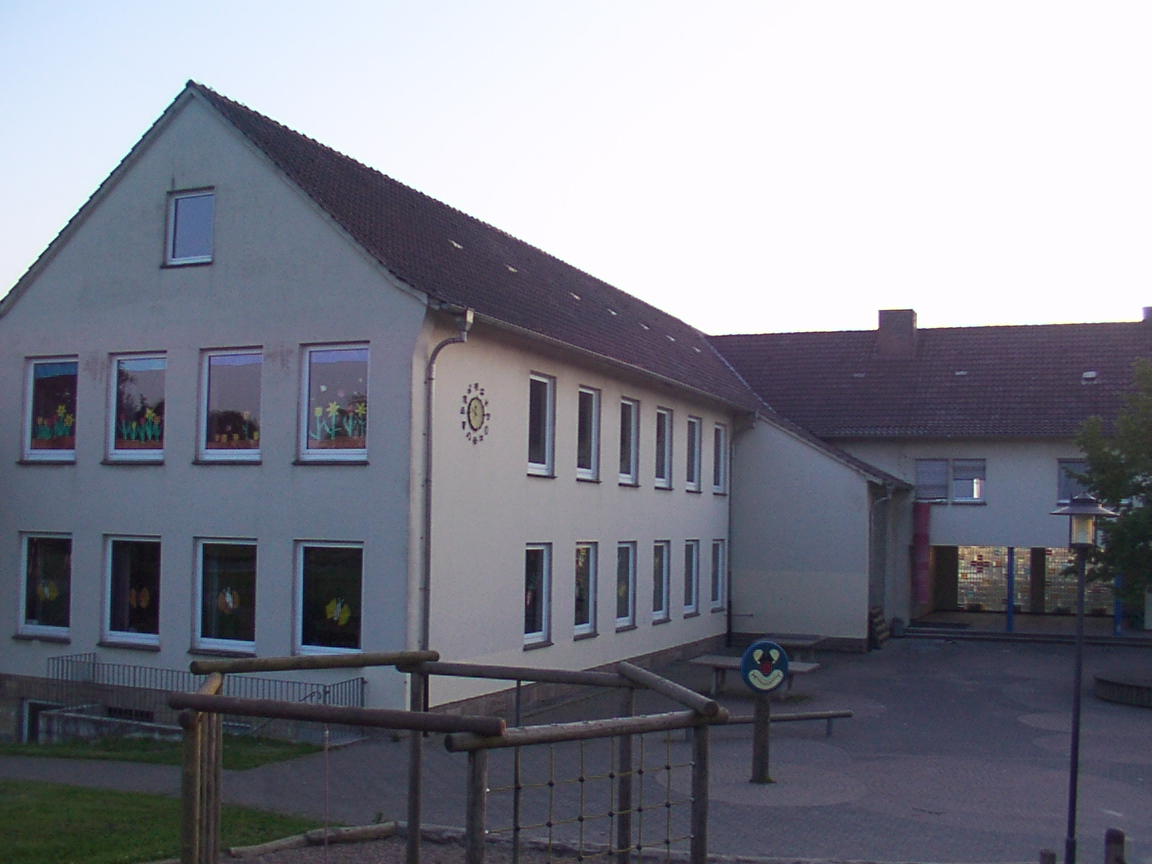
クリストフォルスシューレ・シャルメーデ

基礎課程学校は、リーボリウスシューレ・ザルツコッテン、クリストフォルスシューレ・シャルメーデ、ビショフ＝フォン＝ケッテラー・シューレ・テューレ、フェルラー＝フェルネ基礎課程学校連合、ツードルフ・カトリック基礎課程学校、モンテッソーリシューレ・ザルツコッテンである。本課程学校はヨハネスシューレ・ザルツコッテンとニーデルンツードルフにあるニーデルンツードルフ/ヴェーヴェルスブルク本課程学校である。実科学校はザルツコッテン・フィリップ＝コルテ実科学校である。3校ある養護学校は、情動的・社会的発展に重点を置くアストリート＝リントグレン＝シューレ、同じく情動的・社会的発展に重点を置くシューレ・ハウス・ヴィーダイ・シャルメーデ、学習に養護の重点を置くドン＝ボスコ＝シューレ・フェルネである。2012年にザルツコッテンに総合学校も開校した。
この街の聖ヨーゼフス病院は看護学および病人介助学の学校を運営している。
ザルツコッテンには、ザルツコッテンの他にビューレン (ヴェストファーレン)、デルブリュック、ヘーフェルホーフ、ゲーセケ、バート・ヴュネンベルクが属す市民大学目的連合の主要業務所がある。

#### 幼稚園
ザルツコッテン市内には、教会が運営する幼稚園が6園（聖ヨハネス・ザルツコッテン、聖マリエン・ザルツコッテン、聖ローフス・オーベルンツードルフ、聖ペトルス・ウント・パウルス・シャルメーデ、聖ペトルス・ウプシュプルンゲ、聖バルトロメウス・フェルネ）と市立幼稚園が7園（ヘーダーヒュプファー・ザルツコッテン、クーブッシュ・ザルツコッテン、ゼルツァークリューメル・ザルツコッテン、プステブルーメ・マンティングハウゼン、アルメフレーエ・ニーデルンツードルフ、ホッペトッセ・シュヴェレ、クンターブント・テューレ）およびその他の私立幼稚園1園（キンダーシュトゥーベ・レーゲンボーゲン・ザルツコッテン）がある。

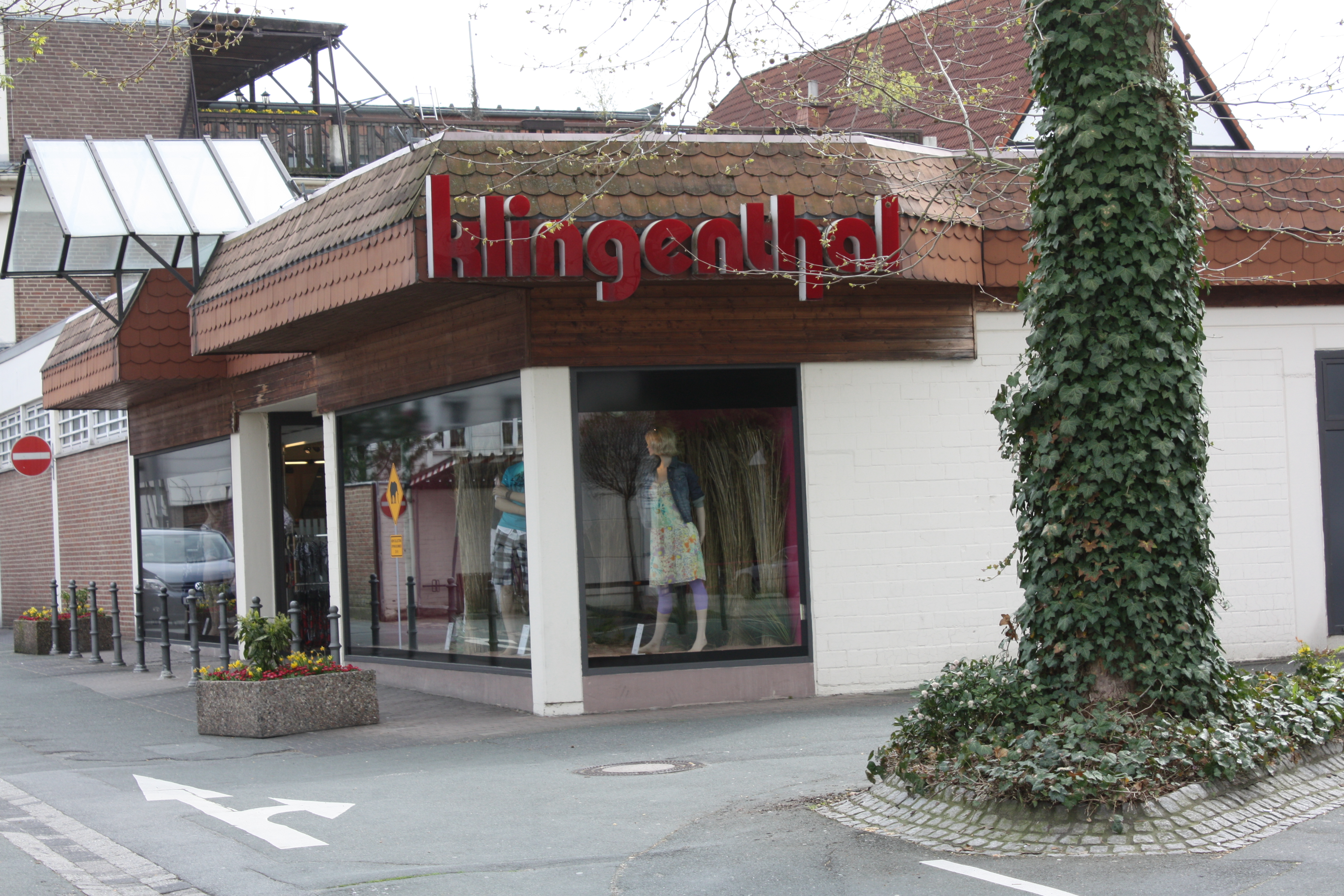
クリンゲンタールのザルツコッテン店

### 地元企業
ザルツコッテンへの進出が19世紀前半まで遡るクリンゲンタール・グループは重要な存在である。パーダーボルンにジュートリング・ショッピングセンターを有するクリンゲンタール・ジュートリング GmbH、ザルツコッテン、パーダーボルン、ヘルフォルト、ギュータースローの4つの衣料品店（企業スローガンは「モードの多様性」）を持つ F.クリンゲンタール GmbH、工業用および販売用布地を扱うヴェストフェーリシェ・テクスティールゲゼルシャフト・クリンゲンタール & Co mbH (WTG) がこのグループに属している。
これに次いでザルツコッテンで大きな企業が農業機械および器具を販売するフランツ・クライネ社である。
ザルツコッテン中核市区の西にある大きな製パン会社がライネーケ＝ブロット社である。この会社は1889年にヨハン・ライネーケがアーレ（現在はビュンデ市内）生まれの妻テレーザ・ライネーケとともに設立した。小麦はパーダーボルン市内にある、自らの水車で挽いていた。彼らはパーダーボルナー・ラントブロットというパンを焼いていたが、その品質と製品安定性から、スーパーマーケットで袋詰めされたパンとして、パーダーボルン地方以外にも流通するようになった。

### ザルツコッテン・ゲフェーセ
「ザルツコッテン・ゲフェーセ」あるいは「オリジナル・ザルツコッテン・ゲフェーセ」は、可燃性の液体（ベンジン、エーテル、エタノールなど）を入れる高い価値を持つスチール容器で、金属製濾過フィルターや安全弁を備えている。この容器は外の炎が容器内部に引火することを防ぐ。高価であるため一般には普及しておらず、研究室や薬局で見られる。

## 人物

### 出身者
- フランツ＝ヨーゼフ・シュルツェ（1918年 - 2005年）ドイツ国防軍空軍中尉

### 訳注
1. ↑  直訳すると「首を斬られた聖ヨハネ」、サロメに首を斬られた洗礼者ヨハネを意味している。
2. ↑  低地ドイツ地方の建築様式で、玄関から建物を貫いて天井の高い中央廊下 (= Diele) を通した比較的大規模な家屋である。